# Rote Burg

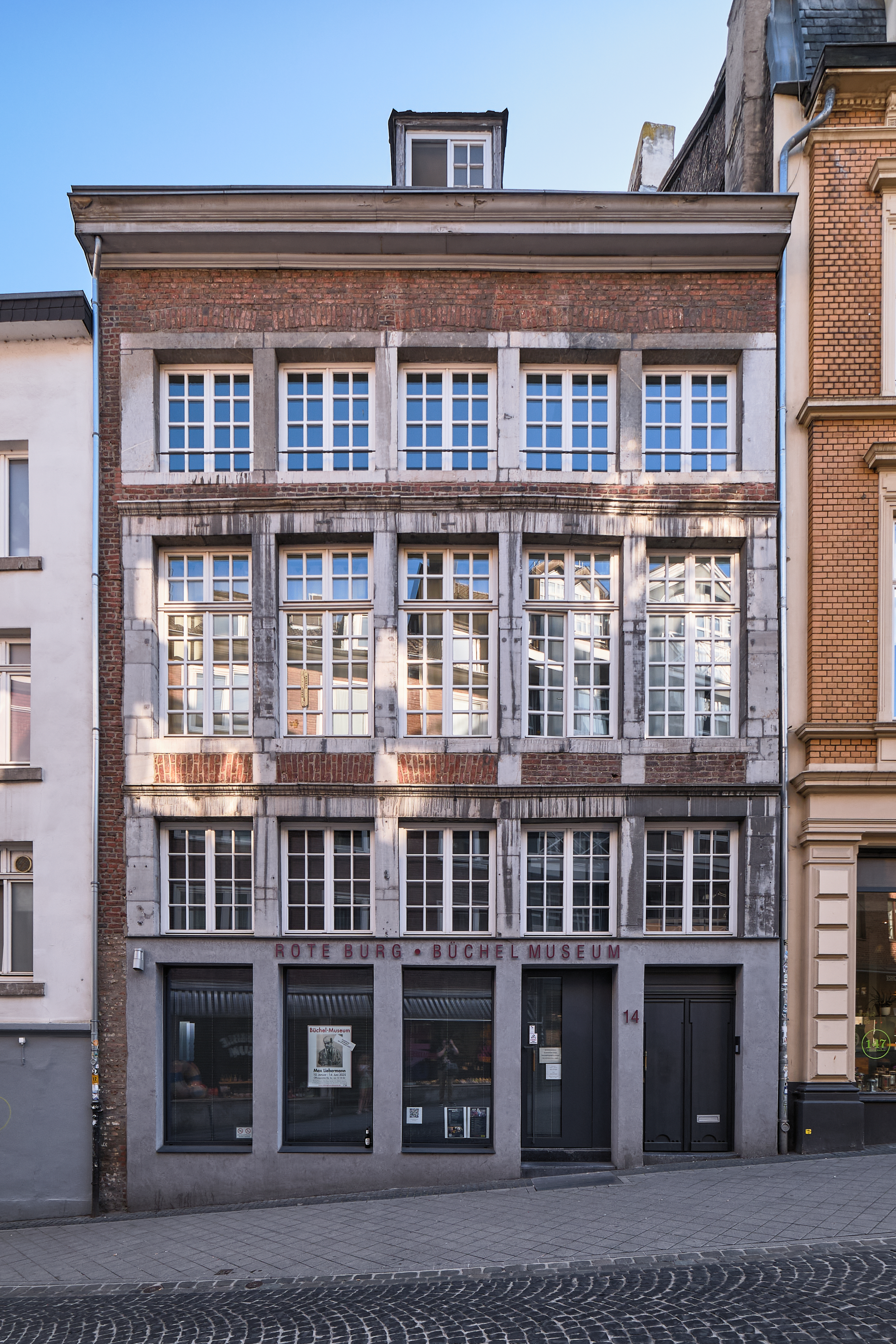
Rote Burg – Büchelmuseum Außenansicht

Rote Burg ist der Hausname eines historischen Wohngebäudes in Aachen. Es steht am Büchel (Hausnummer 14) und ist als Baudenkmal in die Denkmalliste der Stadt Aachen eingetragen.

## Geschichte
Das ursprüngliche Bauwerk stammt aus der Mitte des 15. Jahrhunderts. Es gehörte der Familie Segraedt, einer Familie Aachener Schöffen, die im Verlauf des 15. und 16. Jahrhunderts mehrfach einen der Bürgermeister der Reichsstadt Aachen stellten. Das Haus hieß ursprünglich Rosenburg, seit dem 17. Jahrhundert ist die Bezeichnung als Rote Burg bezeugt.
Beim Stadtbrand von Aachen im Jahr 1656 brannte das Fachwerkhaus vollständig ab, nur der gemauerte Gewölbekeller blieb erhalten. Der damalige Besitzer Arnold Coirman verkaufte 1660 den rückwärtigen Teil des ursprünglich bis zur Rommelsgasse reichenden Grundstücks. 1671 verkaufte er das Restgrundstück mit dem Gewölbekeller an den Kupfermeister und Ratsherrn Folquin Fibus, der das Gebäude 1671/72 wieder als zweigeschossiges Gebäude mit einem niedrigen Zwischengeschoss aufbauen ließ. Die heutige Fassade geht im Wesentlichen auf diesen Wiederaufbau zurück.
Im Lauf der folgenden Jahrhunderte wechselte das Haus mehrfach den Besitzer, darunter ab 1733 der Eupener Färbereibesitzer Leonard Thimus, Vater des späteren Aachener Bürgermeisters Heinrich Josef Freiherr von Thimus-Zieverich. Zu Beginn des 19. Jahrhunderts wurde das Erdgeschoss in ein Ladenlokal umgebaut, in dem ein Kolonialwarenladen eingerichtet wurde. Wohl im 19. Jahrhundert wurde das Haus um ein zweites Obergeschoss erhöht, dessen Fassade im Stil an die unteren Geschosse angepasst wurde. Im Rahmen einer grundlegenden Sanierung wurde 1988/89 das Zwischengeschoss entfernt, so dass das Erdgeschoss wesentlich erhöht wurde.
Bis Mitte der 1960er Jahre befand sich im Hause Büchel 14 eine auf Studenten und Hochschulangehörige ausgerichtete Gaststätte, die „Alte Burschenherrlichkeit“ hieß.
Die dekorativen Abbildungen auf der Speisekarte gehören fast alle in die Kategorie „studentische Verbindungen“ (Korporationen). 
Danach war bis in die 1980er Jahre in dem Haus die Studentenkneipe Charlys Leierkasten untergebracht.
Die Umwandlung in eine etwas links-alternativ angehauchte Jugend-Kneipe durch „Charly“ (bürgerlich Hans Georg Schumacher; † 12. Juni 1989) signalisierte die kulturellen Umbrüche dieser Zeit.
Ab 1997 wurden das Erdgeschoss als Gaststätte und der Keller als Tanzbar genutzt. Seit 2005 dienten beide Geschosse als Gaststätte. 2018 erfolgte eine Umnutzung des Gebäudes in ein Museum für Grafik und Kunst des 19. Jahrhunderts bis in die Moderne. Dafür waren außer dem Umbau der Küchen in einen Ausstellungsraum keine baulichen Veränderungen erforderlich. Eröffnet wurde das Museum unter dem Namen Büchel-Museum mit einer Ausstellung von etwa 200 Werken des böhmischen Malers und Grafikers Emil Orlik.

## Architektur
Die Rote Burg ist ein zweigeschossiges Gebäude mit traufständigem Satteldach. Die Fassade ist durch Gesimse zwischen den Geschossen horizontal gegliedert, das Dachgesims steht weit über die Fassade vor.
Die fünf Fensterachsen stehen sehr eng ohne Mauerwerk zwischen ihnen, die Fenster sind lediglich durch die Fensterumrahmungen aus Blaustein voneinander getrennt. In der zweiten Achse von rechts sitzt die Eingangstüre, zu der eine Stufe hinaufführt, in der rechten Achse gibt es einen eigenen Eingang für den Keller. Im Erdgeschoss stehen jeweils die bis zum Boden reichenden Fenster und die Fenster des ehemaligen Zwischengeschosses übereinander.  Die Fenster des Erdgeschosses haben große Glasscheiben, das Zwischengeschoss und die beiden Obergeschosse haben Sprossenfenster.